# Bella Nilsson

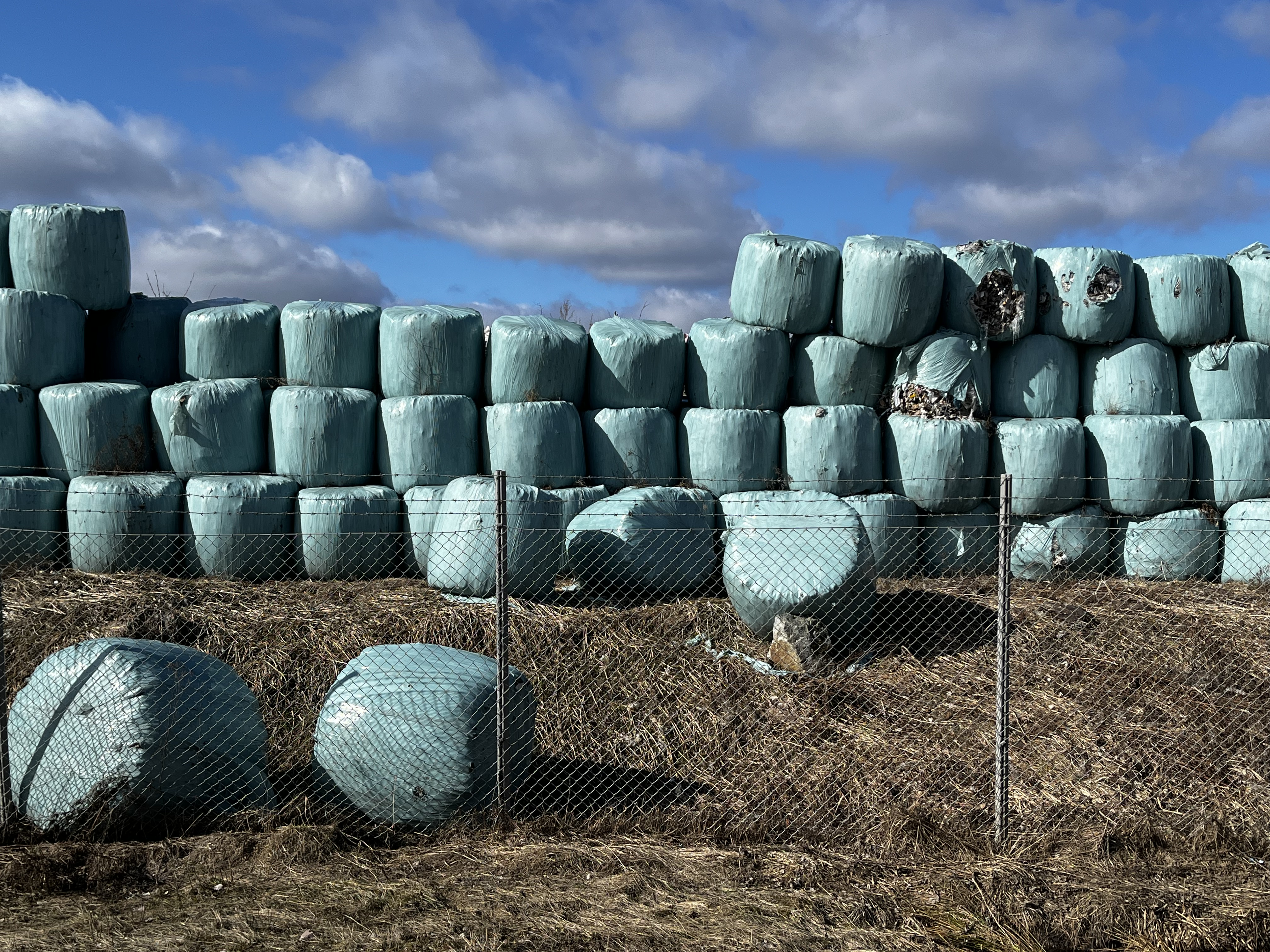
Några av alla de sopbalar som samlats i Skultuna, på ett av Think Pinks upplag. Fotografi från mars 2024.

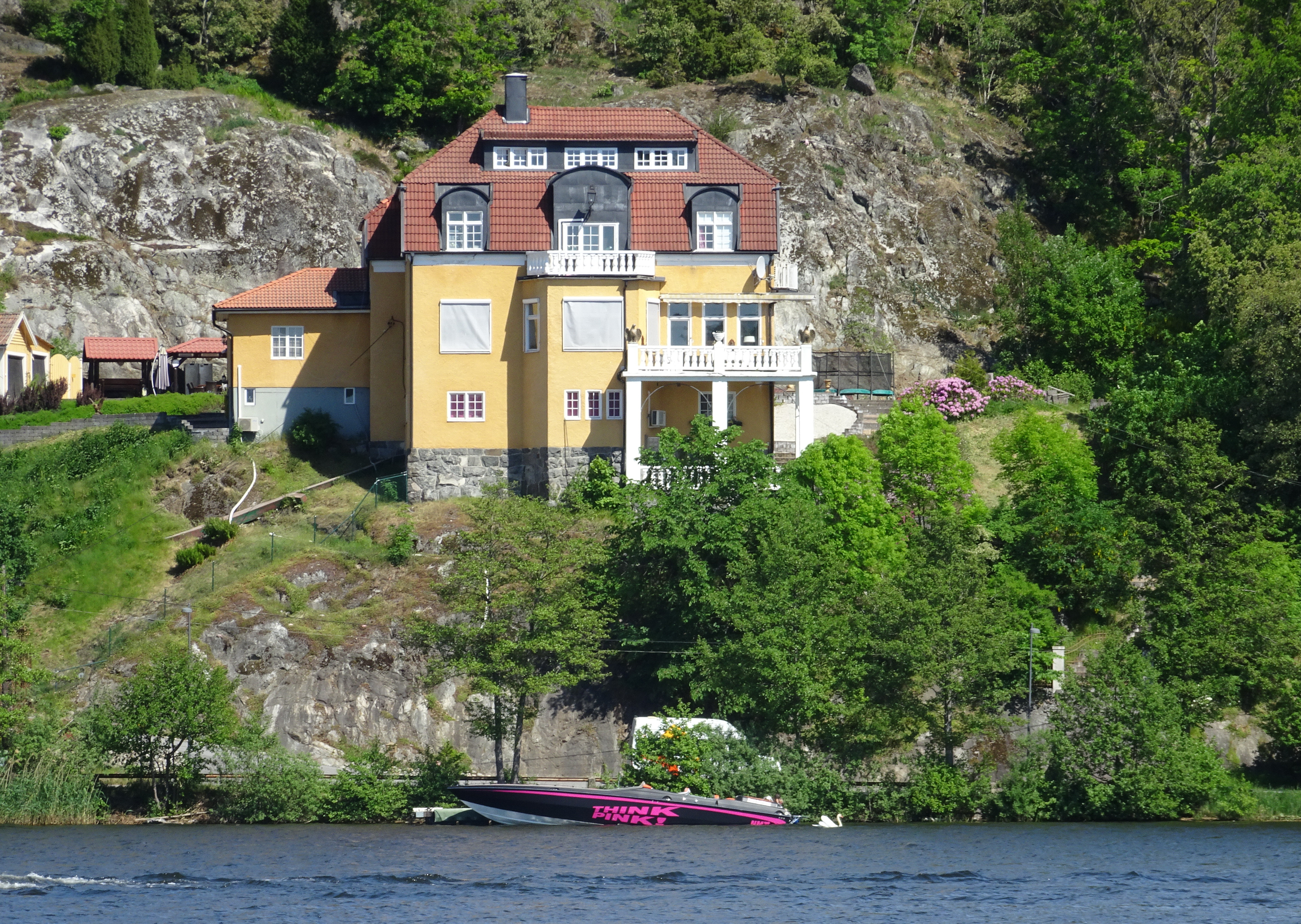
Bella Nilssons racerbåt nedanför villan i Tullinge 2018.

Bella Nilsson, efter namnändringar Fariba Juliette Jennifer Vancor, ursprungligen Isabella Khatibi Ghabagh Tabeh, född 15 december 1969 i Teheran, är en svensk företagare i avfallsbranschen. Hennes företag Think Pinks verksamhet ledde 2025 till att hon befanns skyldig för grovt miljöbrott.

## Biografi
Under 1990-talet sysselsatte Bella Nilsson sig som stripteasedansös och porrklubbschef. År 1998 sågs hon i TV4:s Kalla fakta, där hon visade upp klubbens verksamhet. Samma år gav hon ut boken En strippas bekännelse, där hon berättar om sin tid i porrbranschen men även om hur hon som 16-åring kom från Iran till Sverige i mitten på 1980-talet. När boken gavs ut gick hon under namnet Isabella Johansson.
Efter att ha avtjänat ett fängelsestraff för bokföringsbrott bestämde Nilsson sig för att byta bana. Inom dåvarande maken Thomas Nilssons företag NM Trading & Transport grundades NMT Think Pink med Bella Nilsson som VD. Företaget bedrev avfallshantering och nådde stora finansiella framgångar åren 2017–2019. År 2018 tilldelades Bella Nilsson DI Gasellpriset av Dagens industri och hon hyllades för sitt entreprenörskap. I samband med arbetet inom avfallsindustrin gav hon sig själv epitet Queen of trash, vilket är en engelsk ordlek som både kan betyda ungefär Slöddrets drottning och Sopornas drottning. 
2020 började klagomål lämnas in mot Think Pink. Företaget är misstänkt för att sedan 2015 olagligt ha dumpat stora mängder avfall på ett stort antal platser i Mellansverige, bland annat i Kassmyragropen där cirka 75 000 ton avfall dumpades. Enligt förundersökningen har ägarna av återvinningsföretaget ägnat sig åt att systematiskt dumpa avfall och flytta det mellan olika platser i stället för att återvinna det. Under 2020 brann soptippen i Kagghamra okontrollerat i flera månader, varvid stora mängder hälsoskadlig rök spreds runt i Botkyrka. Även soptippen i Kassmyra tog eld. Ett viktigt meddelande till allmänheten utfärdades därför och en stor insats av brandkåren krävdes för att släcka branden.
Think Pinks moderbolag NMT försattes i konkurs 2020. Deras verksamhet är förflyttad till Witch Hunt International AB, som ägs av Bella Nilsson och Thomas Nilsson och där Bella Nilsson är VD sedan 2014.
Bella Nilsson tilldelades 2025 årets Johnny Bode-pris "för en karriär som på ett sant Bodemässigt sätt rymmer såväl erotik och extravagans som fantasifulla affärsmetoder, parade med en benhård principfasthet i att inte erkänna några egna tillkortakommanden."

## Brottmål
Under tiden som porrklubbschef dömdes Nilsson 1998 till tre och ett halvt års fängelse för bokföringsbrott.
Förundersökningen mot Think Pink påbörjades 2020 och en husrannsakan gjordes hos Nilsson i augusti det året. Den 28 december 2023 åtalades Bella Nilsson och ytterligare tio personer inom Think Pink för inblandning i grovt miljöbrott. Anklagelsen gäller 200 000 ton avfall och förundersökningen är på 45 000 sidor. Förundersökningen, som alltså tog tre år, är en av de största i sitt slag och rör hantering av avfall på 21 platser i Sverige. Rättegången inleddes i september 2024. Den 17 juni 2025 kom Södertörns tingsrätts dom mot Bella Nilsson och nio andra personer bakom Think Pink. Hon dömdes till sex års fängelse för 19 fall av grovt miljöbrott. Tingsrätten ansåg att Think Pinks bristfälliga och felaktiga avfallshantering lett till miljöskador genom utsläpp och, i vissa fall, mycket stora risker för människor och miljö.
I juli 2024 åtalades Bella Nilsson, Thomas Nilsson och ytterligare tre personer från Think Pink för ekonomisk brottslighet, vilket i detta fall omfattar grovt bokföringsbrott, grov trolöshet mot huvudman och grov oredlighet mot borgenärer. Vid en husrannsakan hos Nilsson den 4 april 2023 hittades åklagare Jan Tibblings tjänstebricka i bostaden. Han hade då precis slutat som chefsåklagare på Ekobrottsmyndigheten, men under hans tid vid myndigheten utredde de Nilsson för bland annat penningtvätt – en utredning som lades ner – ett beslut som inte ska ha fattats av Tibbling själv. Tibbling är numera Nilssons advokat i miljöbrottsåtalet.

## Namnbyten
Under perioden 1991–2024 har Nilsson ändrat förnamn nio gånger och efternamn sju gånger.

### Förnamnsbyten
- 1991: Isabella Fariba
- 2005-10-18: Bella, Natalie
- 2021-03-17: Bella, Fariba
- 2021-06-01: Bella Natalie
- 2021-09-20: Isabella Devina
- 2022-04-14: Angelina, Juliette, Jennifer
- 2022-04-17: Angelina, Juliet, Jennifer
- 2022-04-17: Angelina, Juliette, Jennifer
- 2023-03-25: Fariba, Juliette, Jennifer

### Efternamnsbyten
- 1991: Johansson
- 1998-07-18: Hobor
- 1998-10-07: Khatibi Ghabagh Tabeh
- 2000-05-09: Hobor
- 2000-05-18: Vancor
- 2011-07-18: Nilsson
- 2021-11-16: Vancor